# Goodenia deserti
Goodenia deserti är en tvåhjärtbladig växtart som beskrevs av Carolin. Goodenia deserti ingår i släktet Goodenia och familjen Goodeniaceae. Inga underarter finns listade i Catalogue of Life.